# Ewald Freiburger
Ewald Freiburger (* 22. Mai 1958 in Pforzheim) ist ein deutscher Diplomingenieur, Erfinder, Fotograf, Autor und Gesellschafter des J. S. Klotz Verlagshauses in Neulingen.

## Leben und Wirken
Freiburger studierte berufsbegleitend Elektrotechnik an der Fernuniversität Hagen mit Schwerpunkt kernphysikalische Sensorik und Halbleitertechnik. Seine Diplomarbeit absolvierte er 1998 am Forschungszentrum Karlsruhe.
Danach arbeitete er bis zum Frühjahr 2020 als stellvertretender Leiter eines Entwicklungsbereiches bei der Firma Berthold Technologies in Bad Wildbad im Bereich Strahlungsmesstechnik. Er hält mehrere Patente, unter anderem im Bereich der Messung kleinster Lichtmengen.
Über die ehrenamtliche Tätigkeit hauptsächlich im Bereich Fotografie und Dokumentation für das Römermuseum Remchingen lernte er Jeff Klotz kennen und gründete zusammen mit ihm 2015 das J.S. Klotz Verlagshaus, dessen Mitgesellschafter er ist. Er ist als Kirchen- und Architekturfotograf an zahlreichen Publikationen des Verlagshauses beteiligt.